# 24950 Nikhilas
24950 Nikhilas è un asteroide della fascia principale. Scoperto nel 1997, presenta un'orbita caratterizzata da un semiasse maggiore pari a 2,8720574 UA e da un'eccentricità di 0,0657175, inclinata di 14,07525° rispetto all'eclittica.